# Tinku

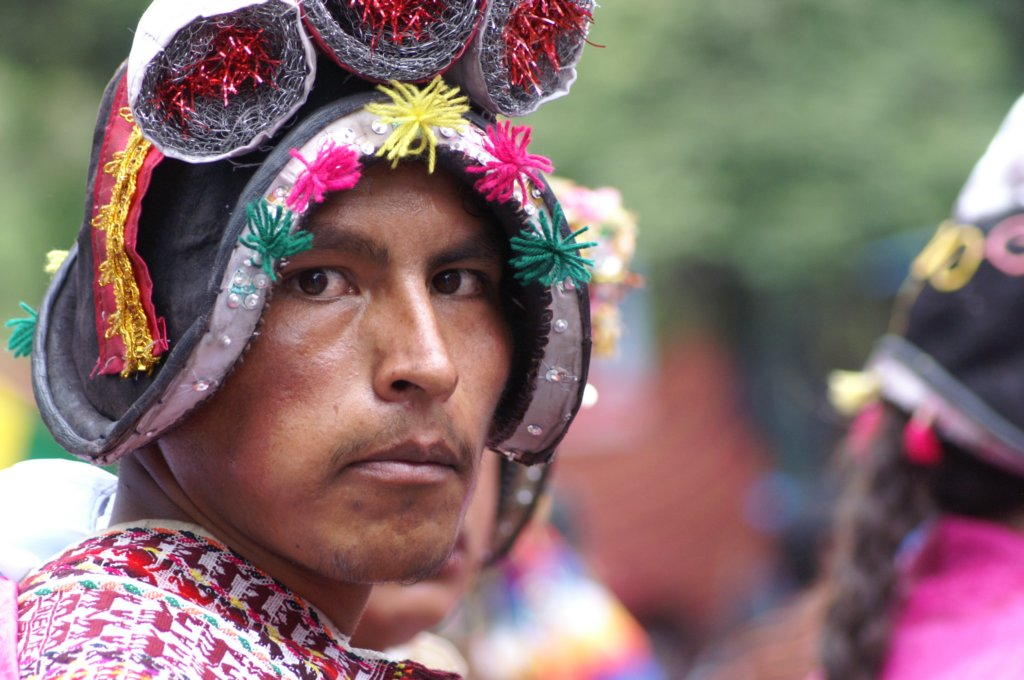
La "montera" qu’arbore ce participant au Tinku, qui accompagne son air martial, est la coiffe traditionnelle caractéristique utilisée pendant la cérémonie du Tinku. Celle-ci mime, par dérision, les casques des anciens conquistadores espagnols des XVe siècle et XVIe siècle. Photo : Carnaval d’Oruro (inscrit depuis 2001 au patrimoine immatériel de l’UNESCO).

Le tinku est une bataille rituelle de certaines régions andines. Cette lutte est similaire au judo et à la boxe, et plus encore à la capoeira brésilienne dans son aspect rituel d'art martial (mais sans sa composante africaine, puisque le tinku est d'origine précolombienne). Ce combat se déroule annuellement dans plusieurs villages des hauts plateaux de Bolivie, particulièrement dans le nord du département de Potosí, par exemple pendant la Fiesta de la Cruz ("Fête de la Croix"), début mai, à Santiago de Macha dans la province de Chayanta. D'autres villages sont concernés par ce rituel et les traditions qui l'accompagnent, par exemple Toro Toro, Pocoata, Pujro (etc.).
Le tinku (rencontre) est aussi l'espace rituel qui accueille la danse.
C'est aussi de nos jours simplement une danse en tant que telle, expression des traditions d'un peuple.

## Description
Le Tinku est originaire des régions où habitent les peuples autochtones des Laymes, des Jukumanis et des Pampas. Le tinku est aussi une danse  quechua de Bolivie, directement dérivée du rituel martial, et dansée aussi bien par les femmes que par les hommes (quoique différemment).
La pratique de ce rituel remonte à la période précolombienne, et même préincaïque. Plus on recensait de morts, plus les tinkus étaient jugés réussis, parce que le sang des combattants était considéré comme une offrande pour la Pachamama, la terre mère qui réclame des hommes d'être nourrie de leur sang. Elle leur accordera en retour de bonnes récoltes, la fécondité des épouses et l'abondance des troupeaux de lamas. Les autochtones croient encore parfois que, s'il n'y a pas de morts, la Pachamama n'aura pas assez d'aliments, et, par conséquent, les récoltes seront de moindre qualité. Les femmes célibataires profitent de cette fête pour trouver un mari ; le terme tinku signifie "lutte" et "bagarre", mais aussi "rencontre amoureuse". La période du tinku est également marquée par la célébration de nombreux mariages.
Le tinku (rencontre) est aussi l'espace rituel qui accueille cette danse au son des troupes de julajulas (nommés aussi Lagua Lagua, dans le département de Potosi) organisé entre "partie femelle", la place (Pachamama) et "partie mâle", l'église, et où les sens de circulation s'articulent entre les 4 quadrants (eskina) autour des deux zones de symbolique haute (anansaya) et basse (urinsaya), avec de nombreux codes, règles et symboles. La première partie de la danse mime le combat, la deuxième retrouve l'unité et finit par une procession dans les 4 eskinas.
Les deux parties étaient accompagnées traditionnellement de leur troupe de julajula, flutes de pan de 3 et 4 tubes de plus d'un mètre de long.
En principe interdits par les autorités, les tinkus obéissent à des règles précises : les adversaires se mesurent à force égale, individu contre individu mais tous les coups sont permis et l'acharnement rituel est tel que, parfois, la mort s'ensuit. Si quelqu'un meurt, il n'y a aucune lamentation : son trépas est un honneur qui rejaillira sur sa famille puisqu'il a donné son sang pour la Pachamama. Avant et même au cours de la bataille, les protagonistes ingurgitent d'énormes quantités de chicha, alcool de maïs fermenté, qui surchauffe les esprits.
Aujourd'hui, le plus souvent, le rituel est au moins contrôlé par les autorités pour éviter autant que possible l'issue fatale. De nos jours, les combats sont arbitrés par les autorités supérieures des communautés le Jilakata et l'Alcalde Mayor. Par ailleurs, le rituel ancestral ne doit pas être confondu avec la Danse du Tinku, même si les deux sont parfois donnés au cours des mêmes festivités. Celle-ci, créée au XXe siècle, est une danse folklorique qui représente symboliquement, parfois avec humour, les gestes et le combat du tinku, et transforme ce simulacre de combat en expression artistique. Elle est aujourd'hui dansée dans toute la Bolivie lors de nombreuses festivités, notamment au célèbre Carnaval d'Oruro. La musique spécifique de cette danse du Tinku fait partie du répertoire de nombreux groupes musicaux comme Los Kjarkas, Kala Marka, Llajtaymanta, Savia Andina, Jach'a Mallku. Víctor Jara lui a rendu hommage dans une chanson au titre d'El Tinku dans son album de 1970 : Canto Libre.

Costumes, danse et musique du Tinku
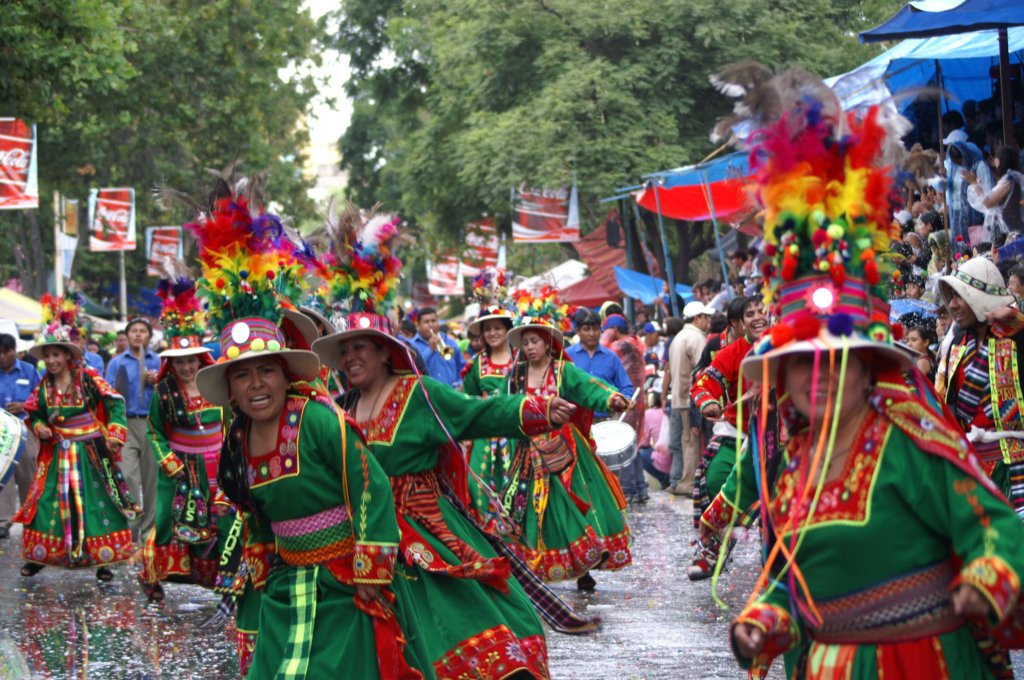
Danseuses de Tinku en costume traditionnel, durant une procession en Bolivie, photo annoncée dans la légende initiale comme prise au Carnaval d’Oruro (si ce n'est la présence des arbres, peu probable à 3 710 m, l'altitude d'Oruro).
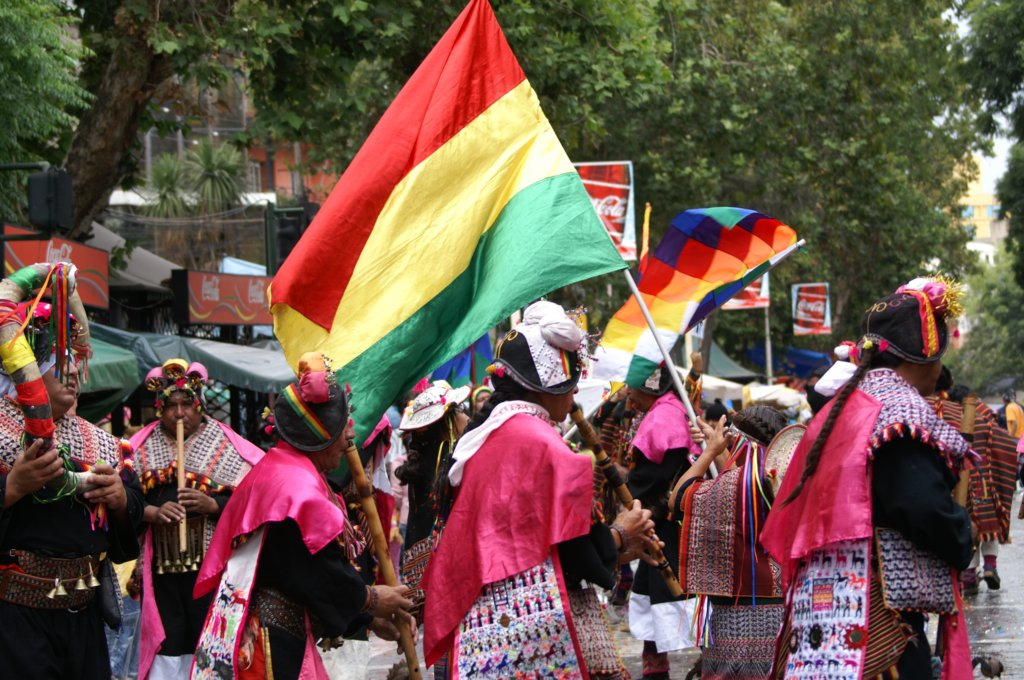
Musiciens en costume traditionnel, coiffés de la "montera", accompagnant la danse du Tinku, et jouant d'un Mohoceño droit (riquina, chiuca ou cherque). Photo toujours annoncée comme prise au même Carnaval d'Oruro (?).
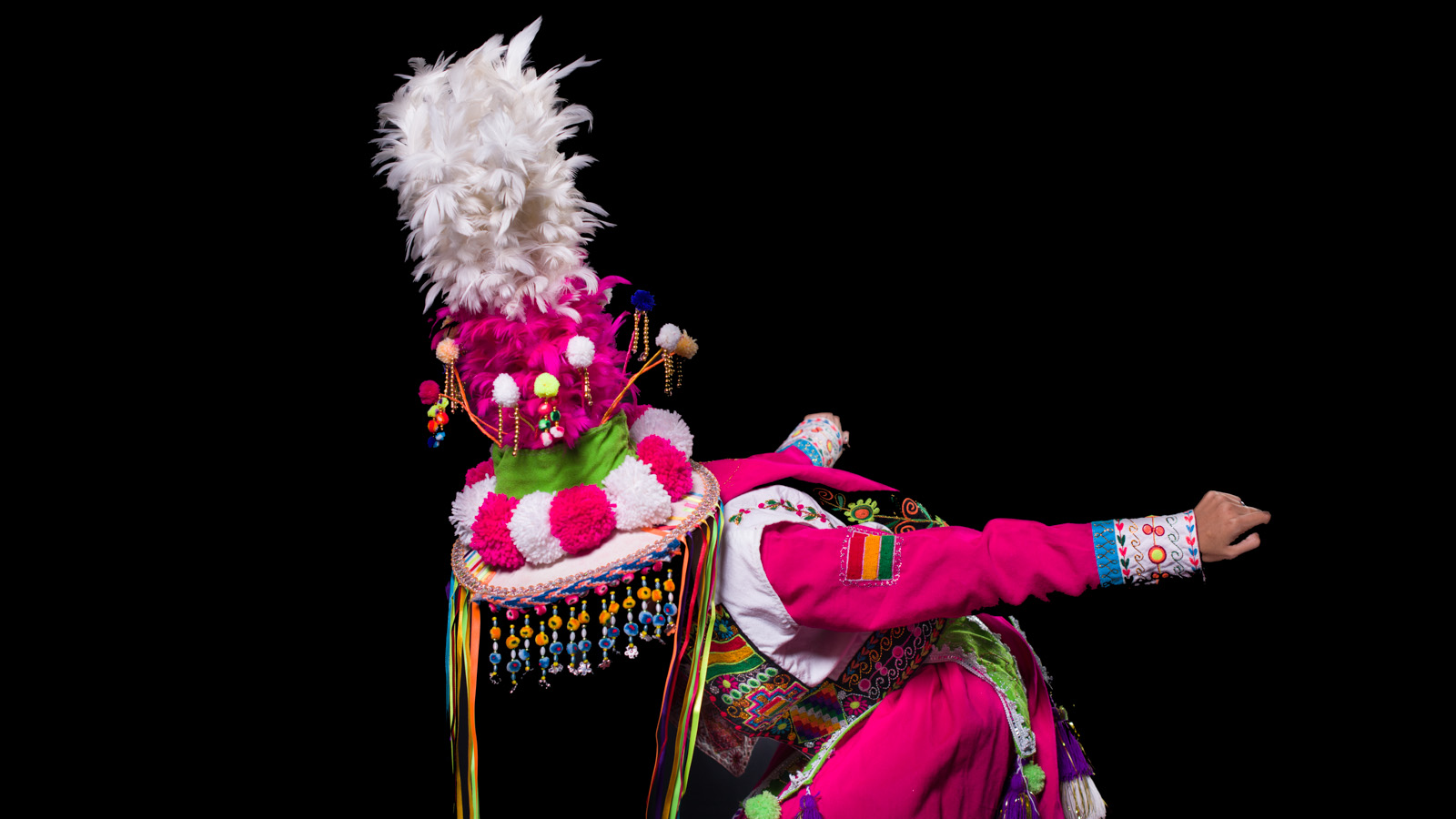
Gestuelle de la danse du Tinku, pendant les défilés à San Ramón de la Nueva Orán (Orán, province de Salta, Argentine du Nord-Ouest).
- Tinku, une danse traditionnelle Aymara de Bolivie (ballet Origenes Taquirari), à Sucre (Département de Chuquisaca, Bolivie, 1er août 2008, vidéo de Pierre André Leclercq).